# Bonaventura Furlanetto
Bonaventura Furlanetto, zwany Musin (ur. 27 maja 1738 w Wenecji, zm. 6 kwietnia 1817 tamże) – włoski kompozytor.

## Życiorys
Pochodził z ubogiej rodziny, uczęszczał do szkoły prowadzonej przez jezuitów. Jego nauczycielami byli wuj, organista Nicolò Formenti oraz ksiądz Giacopo Bolla. W dużej mierze pozostał jednak samoukiem. W 1768 roku objął posadę kierownika chóru w Conservatorio della Pietà w Wenecji. W 1782 roku otrzymał także posadę organisty w bazylice św. Marka, zostając później jej wicekapelmistrzem (1797) i kapelmistrzem (1810). Od 1811 roku uczył kompozycji w Instituto Filarmonico.
Tworzył głównie muzykę religijną, w tym liczne oratoria, kantaty, msze, motety. Napisał rozprawę Trattato di contrappunto, pozostałą w rękopisie.